# Чебоксарский ботанический сад

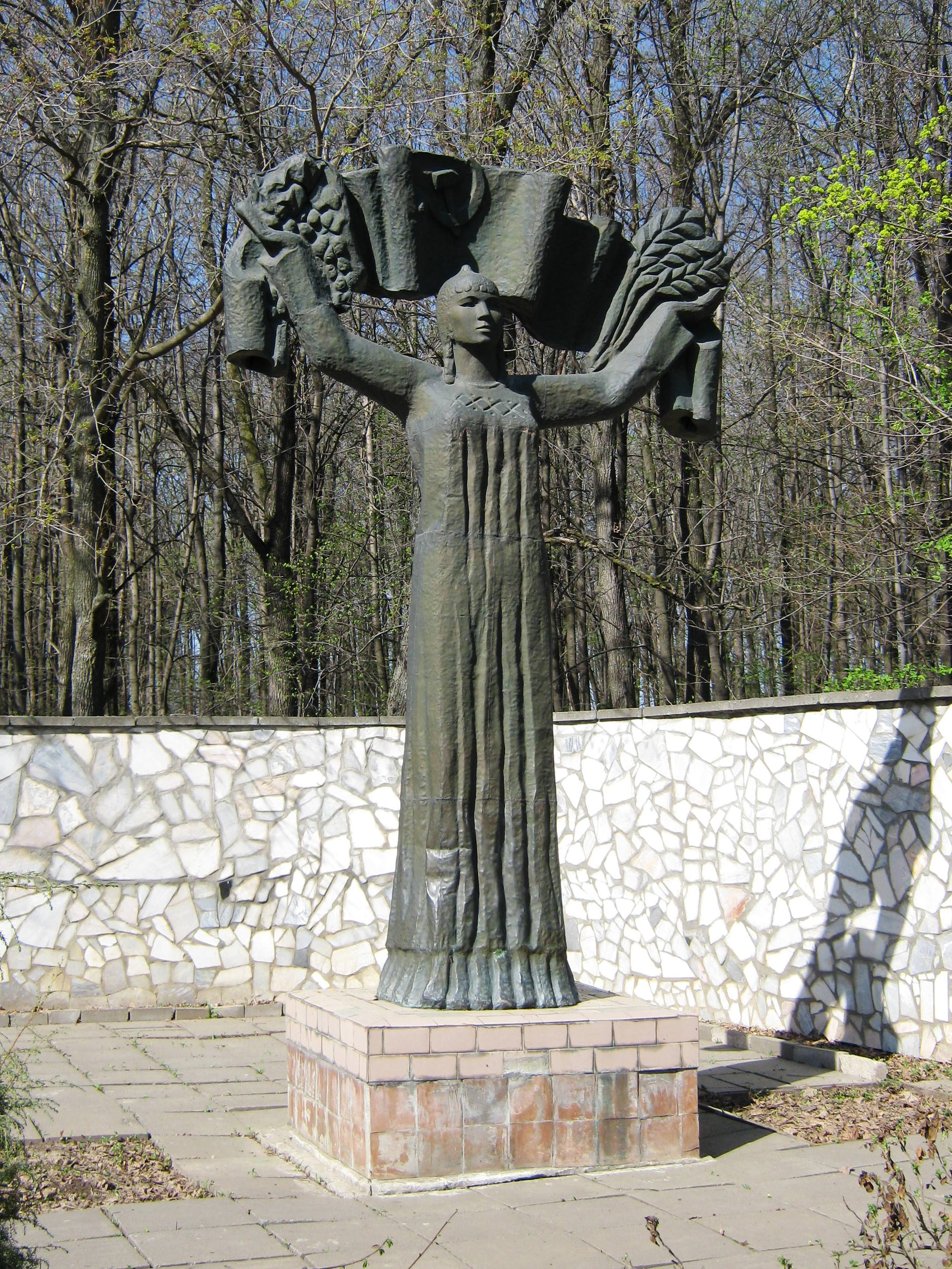
Скульптурная композиция при входе в ботанический сад

Чебоксарский ботанический сад — чебоксарский филиал Главного ботанического сада имени Н. В. Цицина Российской академии наук. Расположен вдоль реки Кукшум в городе Чебоксары. Площадь — 177,7 га.
Площадь ботанического сада разделена на научную, заповедную, экспозиционную и административно-хозяйственную зоны. Естественные леса занимают около 90 га, водная поверхность — 4,5 га, пашни — около 40 га. Здесь же находится пруд площадью более 5 га. Питают водоём и реку Кукшум (приток Большого Цивиля) 12 родников, бьющих в тенистых зарослях парковой зоны.
Живые коллекции растений включают около 2000 видов и сортов (без учёта разнообразия коллекционных растений по происхождению и форме). На территории ботанического сада произрастают около 750 видов деревьев и кустарников, почти 700 видов цветов, отдельная коллекция лекарственных растений насчитывает до 350 наименований. Более 600 единиц представляют флору Чувашии. Растения размещаются в различных частях организационно-планировочной структуры сада — в экспозициях и на коллекционных участках:
- цветочно-декоративные растения (650 видов и сортов),
- сад Падуи (570 видов),
- лекарственные, редкие и исчезающие растения (342 вида),
- долина раздумий (12 видов),
- альпийская горка (45 видов),
- травянистая флора Чувашии (102 вида),
- экологическая тропа (14 видов),
- дендрарий (600 видов),
- фрутицетум (36 видов),
- тополя и ивы России (23 вида и гибрида),
- помологический сад (9 видов, 117 сортов).

Является единственным в Чувашской Республике научным учреждением системы Российской академии наук, которое проводит исследования по актуальным проблемам фитополиса, озеленения городов и населённых пунктов, интродукции ценных растений (декоративных, лекарственных, пряно-ароматических, плодовых), сохранению их генофонда и биологического разнообразия, в том числе редких и исчезающих видов, включенных в Красные книги Российской Федерации и Чувашской Республики.

## История
Идея организации ботанического сада в Чебоксарах зародилась ещё в 50-е годы XX века. На генеральном плане города 1957 года впервые были определены примерные границы сада. До 1978 года на современной территории ботанического сада размещались городской питомник, питомник Средневолжской автодороги и лесные насаждения Опытного межлесхоза.
В 1978 году на южной окраине Чебоксар выделена земля для организации ботанического сада. В соответствии с постановлением Совета Министров Чувашской АССР было организовано самостоятельное подразделение в составе Управления жилищно-коммунального хозяйства г. Чебоксары под наименованием «Контора зелёного хозяйства по строительству и эксплуатации Ботанического сада».
В 1979 году под руководством первого директора сада Е. А. Едранова начато формирование парковой зоны — исполнена схема участков Ботанического сада, заложен дендрарий (родовые комплексы). В 1980 году построены первые мосты, произведено озеленение территории по границе с заводом керамических блоков и заложен популетум. В 1983 году организован музей Ботанического сада и гербарий.
В 1989 году в связи с возрастающим значением проблем экологической стабилизации в Среднем Поволжье постановлением Президиума Академии наук СССР в Чебоксарах организован филиал Главного ботанического сада Академии наук СССР. Это первое в Чувашской Республике подразделение Академии наук.